# استان رکنا
استان رکنا (به اسپانیایی: Provincia de Requena) یک استان در پرو است که در منطقه لورتو واقع شده‌است. استان رکنا ۴۹٬۴۷۷٫۸ کیلومتر مربع مساحت و ۵۸٬۵۱۱ نفر جمعیت دارد و ۱۱۴ متر بالاتر از سطح دریا واقع شده‌است.